# Phasenschiebeverfahren
Das Phasenschiebeverfahren (englisch Phase Shifting) ist ein Messverfahren, um die Phasenlage eines modulierten Signals durch punktweise Intensitätsmessungen zu bestimmen. Beim Heterodynphasenschieben werden mehrere verschiedene Wellenlängen eingesetzt, um den Eindeutigkeitsbereich über einer Periode hinaus zu erweitern.  Phasenschieben wird in der optischen Interferometrie und der Streifenprojektionsmesstechnik sowie in der Elektronik eingesetzt.

## Prinzip
Die Phasenlage des Signals wird mindestens zweimal um einen bekannten Wert (räumlich oder zeitlich) verschoben, während an einem Punkt die Intensität gemessen wird. Aus drei oder mehr Messwerten kann die Phasenlage berechnet werden. Bei mehr als drei Messwerten kann eine Fehlerkorrektur durch Plausibilitätsprüfung und/oder eine Signalverbesserung durch Mittelwertbildung erreicht werden.

## Beispiel

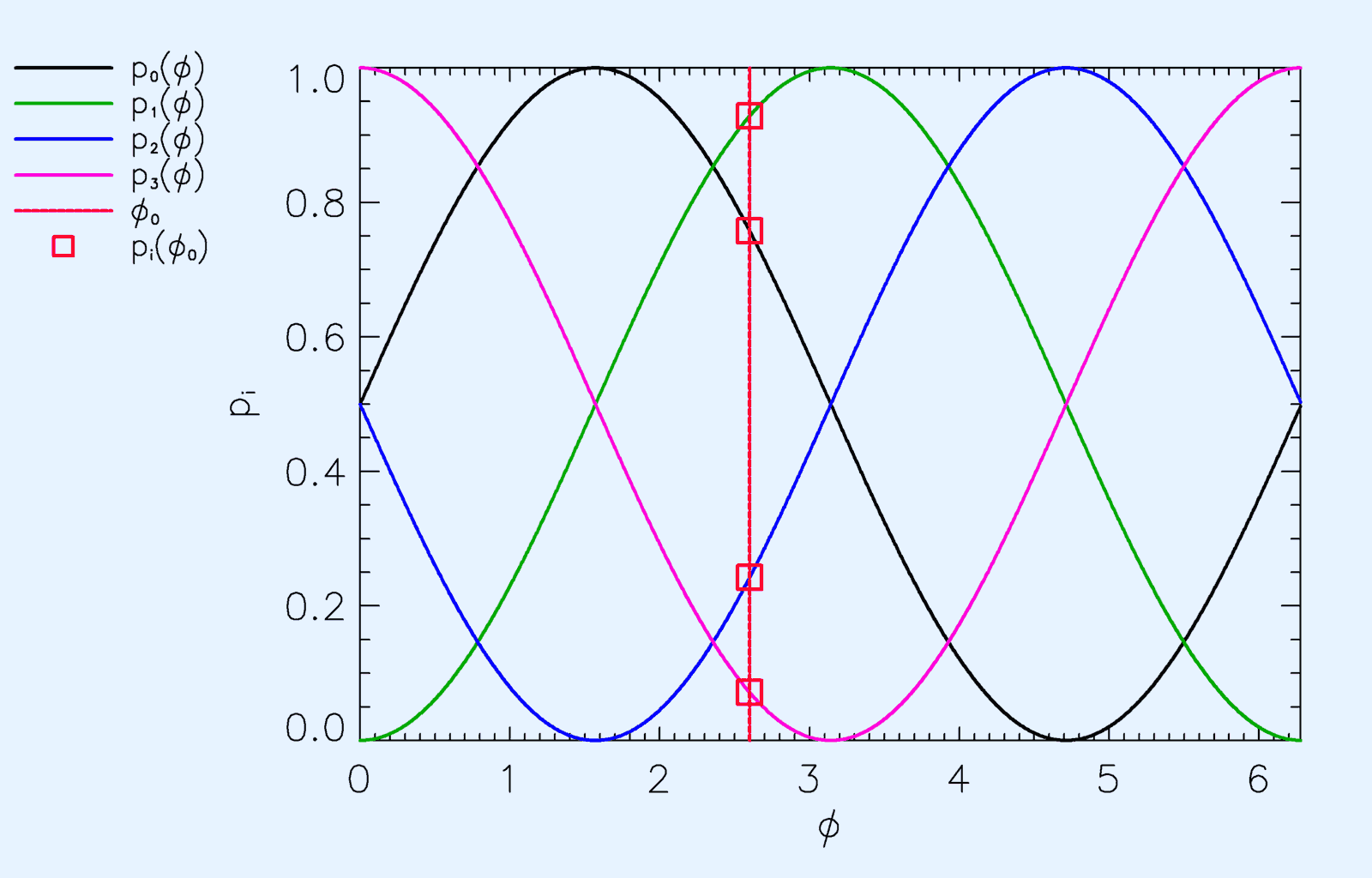
Beispiel zum Phasenschieben mit vier Stufen und Phasenwinkel.

Bei einer idealen Anordnung genügen die gemessenen Intensitätswerte {\displaystyle p_{i}} für die Phasenposition {\displaystyle i} der folgenden Formel:
{\displaystyle p_{i}=O+A\cdot \sin(\varphi +i\Delta \varphi )}
Dabei ist {\displaystyle O} der Intensitätsoffset, {\displaystyle A} die Amplitude des Signals, {\displaystyle \varphi } der gesuchte Phasenwert und {\displaystyle \Delta \varphi } die Phasenverschiebung je Stufe.
Für ein Phasenschiebeverfahren mit vier Stufen und {\displaystyle \Delta \varphi =\pi /2} lautet die Berechnungsformel für die Phase:
{\displaystyle \cot \varphi ={\frac {p_{3}-p_{1}}{p_{2}-p_{0}}}}

## Eindeutigkeit
Die Phasenmessung ist bei Verwendung einer Wellenlänge nur innerhalb einer Periode eindeutig. Für eine absolute Phasenmessung eignet sich das Heterodynphasenschieben (s. auch Heterodynempfänger) das mit mehreren Wellenlängen arbeitet. Der Eindeutigkeitsbereich entspricht dann der Wellenlänge der Schwebung. Damit die Eindeutigkeit über Periodengrenzen hinweg möglich ist, werden Unwrapping-Verfahren eingesetzt. Bedingt durch die Einschränkung des Arctan können dabei Phasensprünge bis π bzw. λ/2 detektiert werden.

## Technische Umsetzung
Die Umsetzung erfolgt in den verschiedenen Anwendungsbereichen mit unterschiedlichen Techniken. Grundsätzlich kann die Messung integrierend während des Schiebens (engl. phase shifting) oder in Ruhe bei konstanter Phasenverschiebung (engl. phase stepping) erfolgen. Die Auswertung unterscheidet sich dabei nur unwesentlich.

### Interferometrie
In der Interferometrie erzeugt man die Phasenverschiebung durch Verschieben der Referenzwelle gegenüber der Objektwelle. Dabei entsteht eine Überlagerung, welche messbar durch die unterschiedlichen Intensitätswerte ist. Der Verlauf dieser kann als Schwingung dargestellt werden.

### Streifenprojektion
Bei der Streifenprojektion wird entweder ein Dia im Projektor oder ein Element im Abbildungsstrahlengang verschoben oder bei programmierbaren Systemen wie DMD-Projektoren (Digital Micromirror Device) ein entsprechend verschobenes Bild projiziert.

## Verwendung
Verwendung finden Phasenschiebeverfahren in der Weißlichtinterferometrie zur Erstellung von Höhenkarten bei Materialoberflächen. Diese können genutzt werden zur Qualitätssicherung bspw. von Schweißnähten.